# ドコモ・サポート

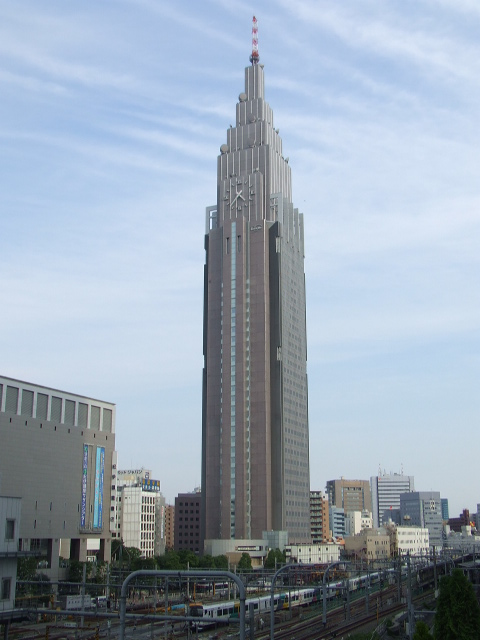
ドコモインフォメーションセンターがはいる、ドコモ代々木ビル

ドコモ・サポート株式会社はNTTドコモの業務委託型の100%出資子会社である。

## 概要

### コールセンター業務
主な業務として旧NTTドコモ中央管轄の総合インフォメーションセンター等のコールセンター業務、
代理店支援業務が大きな柱となっている。
総合インフォメーションセンターでは総合案内として、主にドコモの商品やサービスの案内、プラン変更や割引サービスの付け廃止などをおこなっている。
以下のコールセンターがある。
- 東京インフォメーションセンター - 東京都渋谷区（代々木） NTTドコモ代々木ビル、JR新宿ミライナタワー
- 神奈川インフォメーションセンター - 神奈川県横浜市 横浜メディアタワー
- 埼玉インフォメーションセンター - 埼玉県さいたま市
- 千葉インフォメーションセンター - 千葉県千葉市
- 長野インフォメーションセンター - 長野県長野市

そのほかのコールセンターとして以下の業務を実施している。
- 携帯電話の機種の操作案内を行うアドバンスドインフォメーションセンター
- 夜間の携帯電話の紛失、盗難の際の利用の中断や、おまかせロックなどを行う夜間受付センター
- 外国語で電話対応やドコモショップの外国語での3者通話を行う外国語センター。

### 代理店サポート業務
代理店サポート業務としては主に以下の業務を実施している。
- ドコモショップや家電量販店等代理店からの問い合わせを受け付ける代理店110番センター
- 代理店の手数料の補正などを実施する代理店手数料センター

### その他業務
その他の業務として以下のものがある。
- NTTドコモのビル管理センター（山王パークタワー、NTTドコモ墨田ビルほか）
- ケータイ補償お届けサービスセンター
- 国際サービスセンター（WORLD CALL・WORLD WING案内）
- メールセンター
- マーケティングセンター等を実施。